# Areka
Areka (également appelée Areka Ancheto[réf. souhaitée] ou Araka, en wolaitta : Arakka, en amharique : አረካ) est une ville et un woreda du sud de l'Éthiopie. Située dans la zone Wolayita, cette ville fait partie de la région des nations, nationalités et peuples du Sud jusqu'au transfert de la zone dans la région Éthiopie du Sud en août 2023. 
Areka se trouve vers 1 700 m d'altitude, une trentaine de kilomètres au nord de Sodo,.
Elle est le centre administratif du woreda Boloso Sore qui se rattache à la zone Semien Omo jusqu'en 2000 puis à la zone Wolayita à partir de cette date[réf. souhaitée].
Elle compte 31 408 habitants au recensement de 2007 en tant que chef-lieu de Boloso Sore.
Ayant obtenu depuis le statut de woreda, elle forme désormais un district urbain d'environ 14,9 km2 de superficie.
Sa population est estimée à 84 500 habitants en 2022.